# Mitra sacrificant un toro

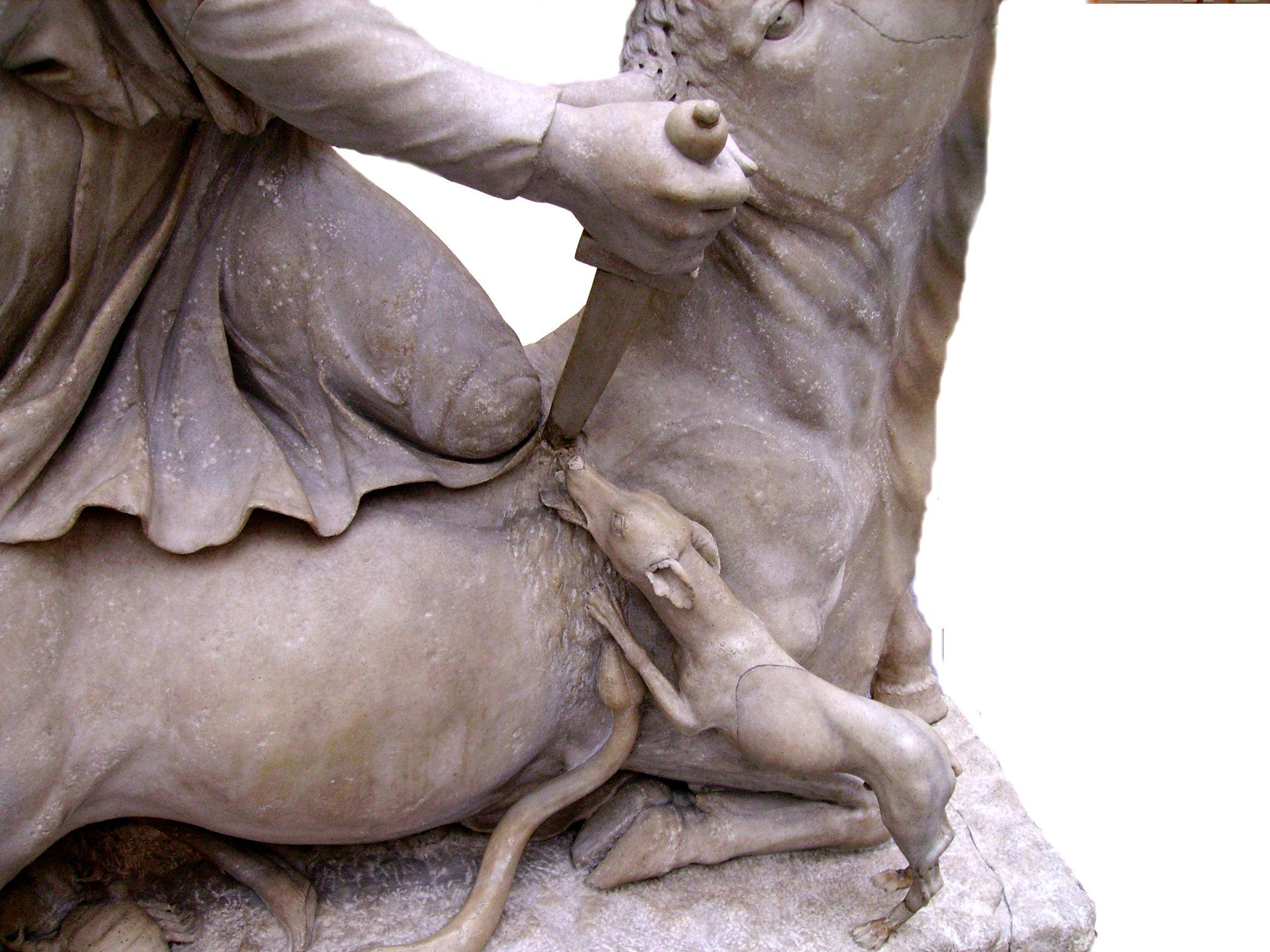
Detall de l'obra del Muse Britànic, que mostra al gos i a la serp junta a la ferida del toro

Mitra sacrificant un toro, és un escultura de marbre tallada en època de l'Imperi Romà (segle II) que representa l'escena principal del culte del mitraisme, la tauroctonia.

## Història
L'escultura procedeix de Roma, i forma part del nomenat grup d'escultures de la tauroctonia del mitraisme. L'escena de la tauroctonia és la imatge principal del culte del mitraisme, on es representa a Mitra matant un toro, derivant el nom del grec ταυροκτόνος (tauroktonos) "matança de toros", format per les paraules ταῦρος (tauros) "toro" y κτόνος (ktonos) "matar". Aquesta religió es creu va tenir els seus inicis en Pèrsia, però que es va propagar per tot l'Imperi Romà durant els tres segles següents.
A l'obra apareix Mitra abillat amb un barret frigi, apunyalant amb un ganivet de sacrifici a un toro; al seu costat hi ha un gos i una serp que intenten beure de la sang del bòvid i un escorpí atacant sobre la seva zona genital. Es creia que en vessar la sang del toro s'aconseguia renéixer de la vida.

## Ubicació
L'escultura s'exposa de manera permanent a la sala 69 del Departament d'Art Romà i Grec, pertanyent al Museu Britànic de Londres.